# Селосонский сельсовет
Селосонский сельсовет — сельское поселение в Ширинском районе Хакасии.
Административный центр — село Сон.

## История
Статус и границы сельского поселения установлены Законом Республики Хакасия от 7 октября 2004 года № 63 «Об утверждении границ муниципальных образований Ширинского района и наделении их соответственно статусом муниципального района, сельского поселения»

## Население
| 2002 | 2010 | 2012 | 2013 | 2014 | 2015 | 2016 |
| ---- | ---- | ---- | ---- | ---- | ---- | ---- |
| 1042 | ↘855 | ↘850 | ↘834 | ↘797 | ↘779 | ↘762 |
| 2017 | 2018 | 2019 | 2020 | 2021 |      |      |
| ↘760 | ↘745 | ↘737 | ↘721 | ↘584 |      |      |

## Состав сельского поселения
В состав сельского поселения входят 3 населённых пункта:
| № | Населённый пункт | Тип населённого пункта       | Население |
| - | ---------------- | ---------------------------- | --------- |
| 1 | Гальджа          | деревня                      | ↘157      |
| 2 | Катюшкино        | деревня                      | ↘96       |
| 3 | Сон              | село, административный центр | ↘602      |

## Местное самоуправление
Администрация
с. Сон, Ленина,  5
Глава администрации
- Кузнецов Сергей Иванович